# Джонс, Фелисити
Фели́сити Ро́уз Хэ́дли Джонс (англ. Felicity Rose Hadley Jones; род. 17 октября 1983, Бирмингем, Великобритания) — английская актриса, номинантка на премии «Оскар», BAFTA и «Золотой глобус» за роль Джейн Хокинг в фильме «Вселенная Стивена Хокинга».

## Биография и карьера
Выросла в Боурнвилле, Бирмингем, Англия. Её мать работала в сфере рекламы, а отец был журналистом. Джонс проявила интерес к актёрскому искусству ещё в раннем возрасте, во многом благодаря тому, что её дядя также является актёром. Она училась в школах Kings Norton Girls School и King Edward VI Handsworth School в Бирмингеме, а после изучала английский язык в колледже Уодхэма, Оксфорд, где также играла в студенческих спектаклях.

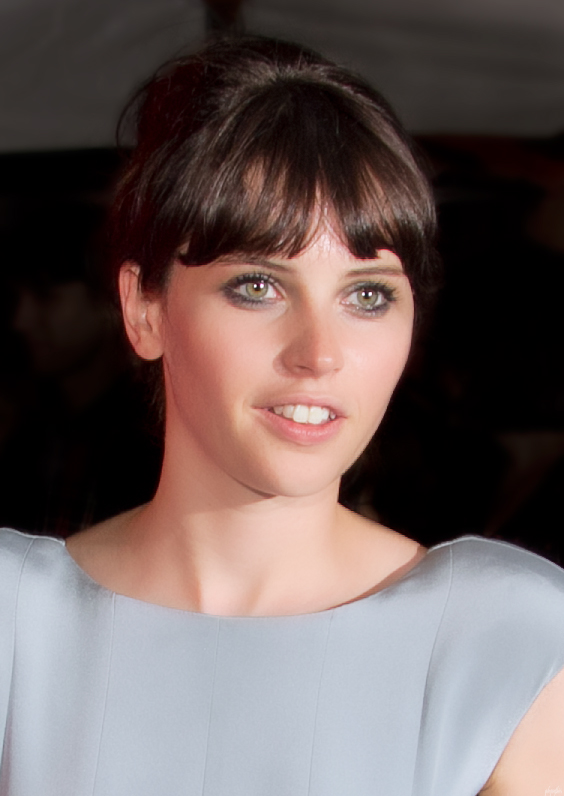
Джонс на Международном кинофестивале в Торонто, 2011 год

Её первая роль — Этель Хэллоу в  телесериале 1998 года «Самая плохая ведьма». С 2006 года Джонс появлялась в большом количестве фильмов, включая «Нортенгерское аббатство» (2007), «Возвращение в Брайдсхед» (2008), «Шери» (2009) и «Буря» (2010). Её роль в фильме 2011 года «Как сумасшедший» была встречена одобрением критиков, и Джонс получила многочисленные награды, в том числе специальный приз жюри на кинофестивале Сандэнс 2011 года. В 2014 году за роль Джейн Хокинг в фильме «Вселенная Стивена Хокинга» Джонс также получила признание критиков и номинации на «Золотой глобус», SAG, BAFTA и «Оскар» за лучшую женскую роль. В 2016 году Джонс снялась в приключенческом триллере «Инферно» в компании Тома Хэнкса, фантастической драме «Голос монстра» и в фильме серии «Звёздные войны» «Изгой-один. Звёздные войны: Истории». В 2016 году она получила премию «Британия» как «Актриса года».
В 2018 году в мировой прокат вышел биографический фильм Мими Ледер «По половому признаку», в котором Джонс исполнила роль судьи Верховного суда США Рут Бейдер Гинзбург. Её мужа в картине сыграл Арми Хаммер. 5 декабря 2019 года в российский прокат вышел приключенческий экшн Тома Харпера «Аэронавты», основанный на реальных событиях, произошедших в 1862 году. Джонс сыграла в картине Амелию Рен, вымышленную героиню, в образе которой, однако, собраны такие исторические личности, как Генри Коксвелл, Маргарет Грэм и Софи Бланшар. Последняя, по словам Джонс, была для нее источником вдохновения. Софи — первая профессиональная женщина-аэронавт. Партнёром Фелисити Джонс по фильму «Аэронавты» стал Эдди Редмэйн, с которым ранее они уже снимались вместе в исторической мелодраме «Вселенная Стивена Хокинга».

## Личная жизнь
В 2015 году Джонс начала встречаться с режиссёром Чарльзом Гардом. Они обручились в мае 2017 года и поженились 30 июня 2018 года. В 2020 году родила первенца.

## Фильмография
| Год  |     | Русское название                           | Оригинальное название            | Роль                                     |
| ---- | --- | ------------------------------------------ | -------------------------------- | ---------------------------------------- |
| 1996 | ф   | Искатели сокровищ                          | The Treasure Seekers             | Элис Бастейбл                            |
| 1998 | с   | Самая плохая ведьма                        | The Worst Witch                  | Этель Хэлоу                              |
| 2001 | с   | Самая плохая ведьма в Колледже волшебников | Weirdsister College              | Этель Хэлоу                              |
| 2003 | с   | Слуги                                      | Servants                         | Грейс Мэй                                |
| 2007 | ф   | Арена                                      | Arena                            | Фелисити Джонс                           |
| 2007 | ф   | Нортенгерское аббатство                    | Northanger Abbey                 | Кэтрин Морланд                           |
| 2007 | с   | Медоуленд                                  | Cape Wrath                       | Зои Броган                               |
| 2008 | ф   | Воспоминания неудачника                    | Flashbacks of a Fool             | Рут Дэвис                                |
| 2008 | с   | Доктор Кто                                 | Doctor Who                       | Робина Рэдмонд (эпизод „Единорог и оса“) |
| 2008 | ф   | Возвращение в Брайдсхед                    | Brideshead Revisited             | Корделия Флайт                           |
| 2008 | с   | Дневник Анны Франк                         | The Diary of Anne Frank          | Марго Франк                              |
| 2009 | ф   | Шери                                       | Cheri                            | Эдми                                     |
| 2010 | ф   | Парень с душой                             | Soulboy                          | Мэнди Ходжсон                            |
| 2010 | ф   | Буря                                       | The Tempest                      | Миранда                                  |
| 2010 | ф   | Городок Семетри                            | Cemetery Junction                | Джули Кендрик                            |
| 2011 | ф   | Альбатрос                                  | Albatross                        | Бет Фишер                                |
| 2011 | ф   | Как выйти замуж за миллиардера             | Chalet Girl                      | Ким Мэтьюс                               |
| 2011 | ф   | Как сумасшедший                            | Like Crazy                       | Анна Гарднер                             |
| 2011 | ф   | Без истерики!                              | Hysterya                         | Эмили Далримпл                           |
| 2011 | тф  | Страница восемь                            | Page Eight                       | Джулианна Уоррикер                       |
| 2012 | ф   | Хороший денёк для свадьбы                  | Cheerful Weather for the Wedding | Долли Тэтчем                             |
| 2013 | кор | Эмили                                      | Emily                            | Эмили                                    |
| 2013 | ф   | Полной грудью                              | Breathe In                       | Софи                                     |
| 2013 | ф   | Невидимая женщина                          | The Invisible Woman              | Нелли Тернан                             |
| 2014 | с   | Девчонки                                   | Girls                            | Дот                                      |
| 2014 | тф  | Солёное поле боя                           | Salting the Battlefield          | Джулианна Уоррикер                       |
| 2014 | ф   | Новый Человек-паук. Высокое напряжение     | The Amazing Spider-Man 2         | Фелиция Харди                            |
| 2014 | ф   | Вселенная Стивена Хокинга                  | Theory of Everything             | Джейн Хокинг                             |
| 2015 | ф   | Правдивая история                          | True Story                       | Джилл Баркер                             |
| 2016 | ф   | Инферно                                    | Inferno                          | доктор Сиенна Брукс                      |
| 2016 | ф   | Голос монстра                              | A Monster Calls                  | Лиззи О’Мэлли                            |
| 2016 | ф   | Автобан                                    | Collide                          | Джульетта Марне                          |
| 2016 | ф   | Изгой-один. Звёздные войны: Истории        | Rogue One: A Star Wars Story     | Джин Эрсо                                |
| 2017 | мс  | Звёздные войны: Силы Судьбы                | Star Wars: Forces of Destiny     | Джин Эрсо                                |
| 2018 | кор | Прелести главной героини                   | Leading Lady Parts               | в роли самой себя                        |
| 2018 | ф   | По половому признаку                       | On the Basis of Sex              | Рут Бейдер Гинзбург                      |
| 2019 | ф   | Аэронавты                                  | The Aeronauts                    | Амелия Рен                               |
| 2020 | мф  | Повелитель драконов                        | Drachenreiter                    | Соррелл                                  |
| 2020 | ф   | Полночное небо                             | The Midnight Sky                 | Салли Рэмбшир                            |
| 2021 | ф   | Последнее письмо от твоего любимого        | Last Letter from Your Lover      | Элли Хэворт                              |
| 2023 | ф   | Смертельный выстрел                        | Dead Shot                        | Кэтрин                                   |
| 2024 | ф   | Бруталист                                  | The Brutalist                    | Эржебет Тот                              |
| 2025 | ф   | Сны поездов                                | Train Dreams                     | Глэдис                                   |
| 2025 | ф   | Сто ночей героя                            | 100 Nights of Hero               | Луна                                     |
| 2025 | ф   | Oh. What. Fun.                             | Oh. What. Fun.                   |                                          |

## Роли в театре
- 2005—2006 — «Снежная королева» Х. К. Андерсена (режиссёр Шарлотта Конквест) — Герда — театр Ньюбери
- 2007 — «Это лицо[англ.]» П. Стэнэм (режиссёр Джереми Херрин) — Мия — Ройал-Корт
- 2008 — «Меловой сад[англ.]» Э. Бэгнолд (режиссёр Майкл Грандадж) — Лорел — Donmar Warehouse
- 2011 — «Коварство и любовь» Ф. Шиллера (режиссёр Майкл Грандадж) — Луиза Миллер — Donmar Warehouse